# Onze-Lieve-Vrouw van Zeven Smartenkerk (Croix du Bac)
De Onze-Lieve-Vrouw van Zeven Smartenkerk (église Notre-Dame des Sept Douleurs) is de parochiekerk van het tot de in het Noorderdepartement gelegen gemeente Steenwerk behorende plaatsje Croix du Bac.

## Geschiedenis
In de tweede helft van de 19de eeuw vatten de inwoners van het gehucht het plan op om een kerk te bouwen, ondanks de tegenstand van de pastoor van Steenwerk, de gemeente en handelaars van het dorp. De inwoners bouwden zelf met eigen middelen de kerk. Na de bouw bleek het moeilijk een priester te krijgen en dreigde men er even mee een protestantse dominee te doen komen, waarop Mgr. Duquesnay, aartsbisschop van Cambrai, toch een priester stuurde. E.H. Leleu werd er op 26 januari 1870 de eerste priester. Tijdens de Eerste Wereldoorlog, op 15 oktober 1914, werd de kerk platgebrand door de Duitsers, opdat deze niet door de geallieerden zou kunnen worden gebruikt. De kerk werd heropgebouwd na de oorlog op de fundamenten van de voorganger, als eerste kerk van het bisdom Rijsel. Ze werd opnieuw gewijd op 29 januari 1922 door de Rijselse bisschop Mgr. Quilliet.

## Gebouw
Het betreft een bakstenen neogotisch bouwwerk met ingebouwde toren.